# Vlad Sorianu
Vlad Sorianu, pe numele real Vasile Sporici, (n. 14 ianuarie 1931, Comănești, Bacău, România – d. 1 septembrie 2004, Bacău, România) a fost un critic literar și traducător român. 

## Biografie
S-a născut în familia minerului Zaharia Sporici și a soției sale, Maria (n. David). A urmat școala elementară la Bacău și Comănești (1938-1943) și Liceul „Ferdinand I” din Bacău (1943-1950), apoi Facultatea de Biologie și Filozofie a Universității din București (1950-1954) și Școala Superioară de lectori de științe sociale din București (1954-1955). A efectuat în continuare studii de doctorat în filosofie la Universitatea Lomonosov din Moscova (1955-1957) și la Universitatea din București (1957-1958), obținând în 1977 titlul de doctor în filosofie cu teza „Determinare și structură în genetica modernă”, susținută în cadrul Universității din București.
În timpul studiilor liceale a lucrat ca redactor la ziarul Luptătorul din Bacău (1948-1950), pentru ca după absolvirea facultății să activeze ca profesor la Șerbești, Mărgineni și Bacău (1958-1967), redactor-șef adjunct al revistei culturale băcăuane Ateneu (1967-1969), director al Teatrului de Stat „Bacovia” din Bacău (1969-1977) și redactor al revistei Ateneu (1977-1991). A donat prin testament 1.400 de volume din biblioteca personală și întreaga colecție a revistei Ateneu bibliotecii din cadrul Casei de Cultura „Vasile Alecsandri” din Bacău.

## Activitatea publicistică
A debutat în anul 1947 cu versuri în ziarul Luptătorul din Bacău, colaborând apoi cu articole (critică literară, eseuri, cronici pe teme de filosofie și literatură etc.) în revistele Ateneu, Cronica, Convorbiri literare, Contemporanul, Tribuna, Revista de filosofie, România literară, Era socialistă, Familia și Luceafărul. Începând din 1964 a redactat rubrica permanentă de critică literară din revista culturală băcăuană Ateneu. În analizele sale critice Vlad Sorianu a abordat „din unghi teoretizant” operele literare, atribuindu-le uneori exagerat dimensiuni filozofice.
Vlad Sorianu a publicat trei volume de eseuri pe teme de critică literară: Glose critice (1968), Contrapunct critic (1971) și Literatura noastră cea de toate zilele (2001) și romanul pentru tineret Timpul dezmoșteniților (1983). S-a remarcat ca traducător în limba română a mai multor scrieri ale filosofului francez de origine română Stéphane Lupasco și a fost distins în anul 2000 cu Premiul Fundației Internaționale „Stéphane Lupasco” (2000). Antologia Logica dinamică a contradictoriului (1982) a provocat reacția vehementă a lui Stéphane Lupasco reprodusă într-o emisiune difuzată la Radio Europa Liberă, ca urmare a prezenței unor numeroase note de subsol ale „controlorului științific” Gheorghe Enescu; cu toate acestea, traducerea lui Vasile Sporici a fost apreciată drept „remarcabilă”.
Profesorul universitar Alexandru Husar îl considera un „martor al rezonanței operei sale în conștiința epocii, căruia nimic nu i-a scăapat din fenomenul literar contemporan, privit cu prudență, cu competență, niciodată de sus sau de departe”.

## Opera
- Glose critice: critică și eseistică literară, Editura pentru literatură, București, 1968;
- Contrapunct critic. Valori, idei, tendințe, Ed. Junimea, Iași, 1971;
- Timpul dezmoșteniților, roman pentru tineret, Ed. Junimea, Iași, 1983;
- Literatura noastră cea de toate zilele, eseuri, Bacău, 2001.

### Traduceri
- Ștefan Lupașcu, Logica dinamică a contradictoriului, București, 1982;
- Alexandre Dumas fiul, Trei oameni tari, în colab. cu M. C. Delasabar, Iași, 1992;
- Henri Bergson, Evoluție creatoare, Iași, 1998;
- Ștefan Lupașcu, Omul și cele trei etice ale sale, în colab. cu Solange de Mailly Nesle și Basarab Nicolescu, Iași, 1999;
- Ștefan Lupașcu, Universul psihic, Iași, 2000;
- Ștefan Lupașcu, Principiul antagonismului și logica energiei, Iași, 2000;
- Basarab Nicolescu, Noi, particula și lumea, Iași, 2002.